# Torgny (Rouvroy)
Torgny – dzielnica (section) gminy Rouvroy w Belgii, w Regionie Walońskim, w prowincji Luksemburg, w okręgu Virton. 1 stycznia 2020 roku liczyła 249 mieszkańców. Do 31 grudnia 1976 r. samodzielna gmina. Jest najbardziej na południe położoną miejscowością w kraju.  

## Demografia
Liczba mieszkańców, stan na 1 stycznia:
| Rok                | 1930 | 1947 | 1961 | 2020 |
| ------------------ | ---- | ---- | ---- | ---- |
| Liczba mieszkańców | 377  | 301  | 291  | 249  |